# Corringdon Ball

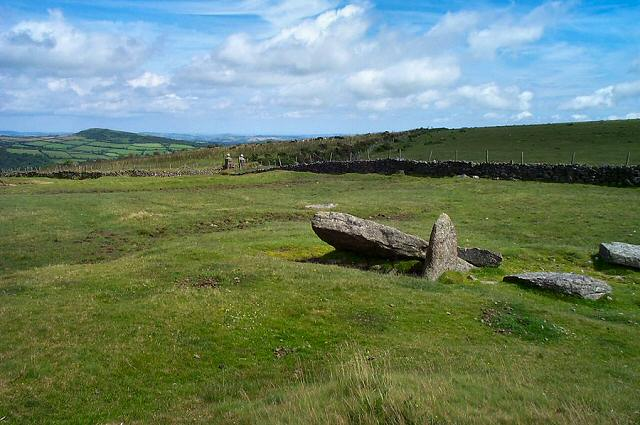
Corringdon Ball

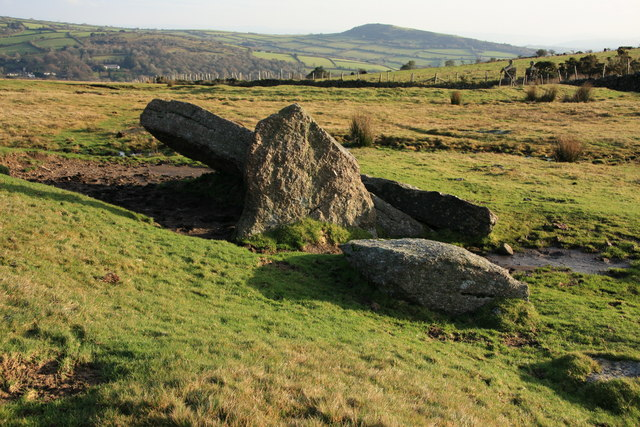
Corringdon Ball

Die Reste des Corringdon Ball Tombs (auch Cuckoo Ball oder Corringdon Ball Long Barrow genannt) liegen westlich von Aish, bei Stoke Gabriel bzw. Buckfastleigh im Dartmoor National Park in Devon in England.
Die Reste auf dem Sattel zwischen dem Corringdon Ball und dem Brent Fore Hill sind auf der Karte als Long Barrow markiert und liegen nicht weit vom Ring Cairn von Ball Gate entfernt.
Corringdon Ball war einst eines der größten Monumente auf dem Moor, wurde aber schwer beschädigt. Mehrere Steine, die eine große Kammer gebildet haben, sind fast alle umgefallen und zerbrochen, so dass sich eine typologische Zuordnung ausschließt.
In unmittelbarer Nähe befinden sich die dreifache Steinreihe Corringdon Ball B.